# Fagersta landsfiskalsdistrikt
Fagersta landsfiskalsdistrikt var 1941–1964 ett landsfiskalsdistrikt i Västmanlands län, bildat som Västanfors landsfiskalsdistrikt när Sveriges nya indelning i landsfiskalsdistrikt trädde i kraft den 1 oktober 1941, enligt kungörelsen den 28 juni 1941. Detta distrikt bildades genom delning av Norbergs landsfiskalsdistrikt och det upphörda Västerfärnebo landsfiskalsdistrikt som hade bildats den 1 januari 1918 när Sveriges första indelning i landsfiskalsdistrikt trädde i kraft. 1 januari 1952 ändrades distriktets namn till Fagersta landsfiskalsdistrikt. Den 1 januari 1965 avskaffades i Sverige samtliga landsfiskaler och landsfiskalsdistrikt, och deras arbetsuppgifter delades upp på de nyskapade indelningarna polisdistrikt, åklagardistrikt och kronofogdedistrikt.
Landsfiskalsdistriktet låg under länsstyrelsen i Västmanlands län.

## Ingående områden
Västanfors landskommun hade tidigare tillhört Norbergs landsfiskalsdistrikt och Västervåla landskommun Västerfärnebo landsfiskalsdistrikt. Den 1 januari 1944 ombildades Västanfors landskommun till Fagersta stad. När Sveriges nya indelning i landsfiskalsdistrikt trädde i kraft den 1 januari 1952 (enligt kungörelsen 1 juni 1951) ändrades distriktets namn och omfattning.

### Från 1 oktober 1941
Gamla Norbergs bergslag:
- Västanfors landskommun
- Västervåla landskommun

### Från 1944
- Fagersta stad

Gamla Norbergs bergslag:
- Västervåla landskommun

### Från 1 januari 1952
- Fagersta stad